# Morské oko
Morské oko (známé též pod pojmenováním Veľké Vihorlatské jazero) je největší jezero v pohoří Vihorlatské vrchy v okrese Sobrance na východě Slovenska. Má rozlohu 13,8 ha. Leží v nadmořské výšce 619 metrů a maximálně dosahuje hloubky 25,1 metru.

## Historie
Jezero vzniklo v době, kdy ve Vihorlatských vrších odeznívala sopečná činnost. Tehdy došlo k mohutnému sesuvu půdy z východního svahu Motrogonu a Jedlinky, který zahradil dolinu potoka Okna, a za vzniklou bariérou se vytvořilo přírodní jezero. V dnešní podobě existuje jezero od osmdesátých let 19. století, kdy byla postavena umělá přehradní hráz. Asi sedmihektarová plocha jezera se tak po zvýšení vodní hladiny o pět metrů téměř zdvojnásobila.

## Vodní režim
Pobřeží je velmi členité. Jeho západní a severní část má mírný sklon a je pokrytá jemným pískem. Východní břeh je strmý a kamenitý. Do jezera ústí šest stálých pramenů a několik periodických. Přebytečnou vodu z jezera odvádí potok Okna. Hlubší části jezera jsou pokryté silnou vrstvou bahna. V blízkosti přítoků se hromadí listí, ze kterého se celoročně uvolňuje metan.

## Ochrana přírody
Morské oko je výjimečné svým původem, polohou, fyzikálně-chemickým a biologickým režimem. Je velkou přírodní zvláštností slovenské přírody. Na ochranu přírodních hodnot a krás bylo jezero včetně okolních lesů v roce 1984 vyhlášené státní přírodní rezervací a později jako národní přírodní rezervace o celkové výměře 108,48 ha. Ta byla 15. září 2020 zrušena a její území se stalo součástí přírodní rezervace Vihorlatský prales.

### Rizika
Výstavba lesních cest, a také těžba přestárlých porostů způsobem totálního vytěžení znamená pro jezero velké nebezpečí. Následkem zvýšené eroze svahů a zářezů cest, a také soustřeďováním odtoku vody z cest do propustí se zvyšuje transport půdy a zeminy do jezera. Kromě zeminy se splavuje organický materiál (listí, větve, kůra, humus apod.), který se po usazení v jezeře rozkládá, čímž se voda zbavuje rozpuštěného kyslíku. Všechny tyto okolnosti ovlivňují fyzikálně-chemické a biologické vlastnosti vody. Voda se stává výživnější, zvyšuje se množství řas a snižuje se průhlednost.

## Přístup
- K jezeru vede silnice, na parkoviště asi 1 km od jezera je možný příjezd autem. Z Michalovců na severovýchod kolem Zemplínské Šíravy je jezero vzdáleno 29 km, z města Sobrance na sever 22 km.
- Do roku 1971 vedla na Morské oko úzkokolejná železnice z vesnice Remetské Hámre.

## Fotogalerie

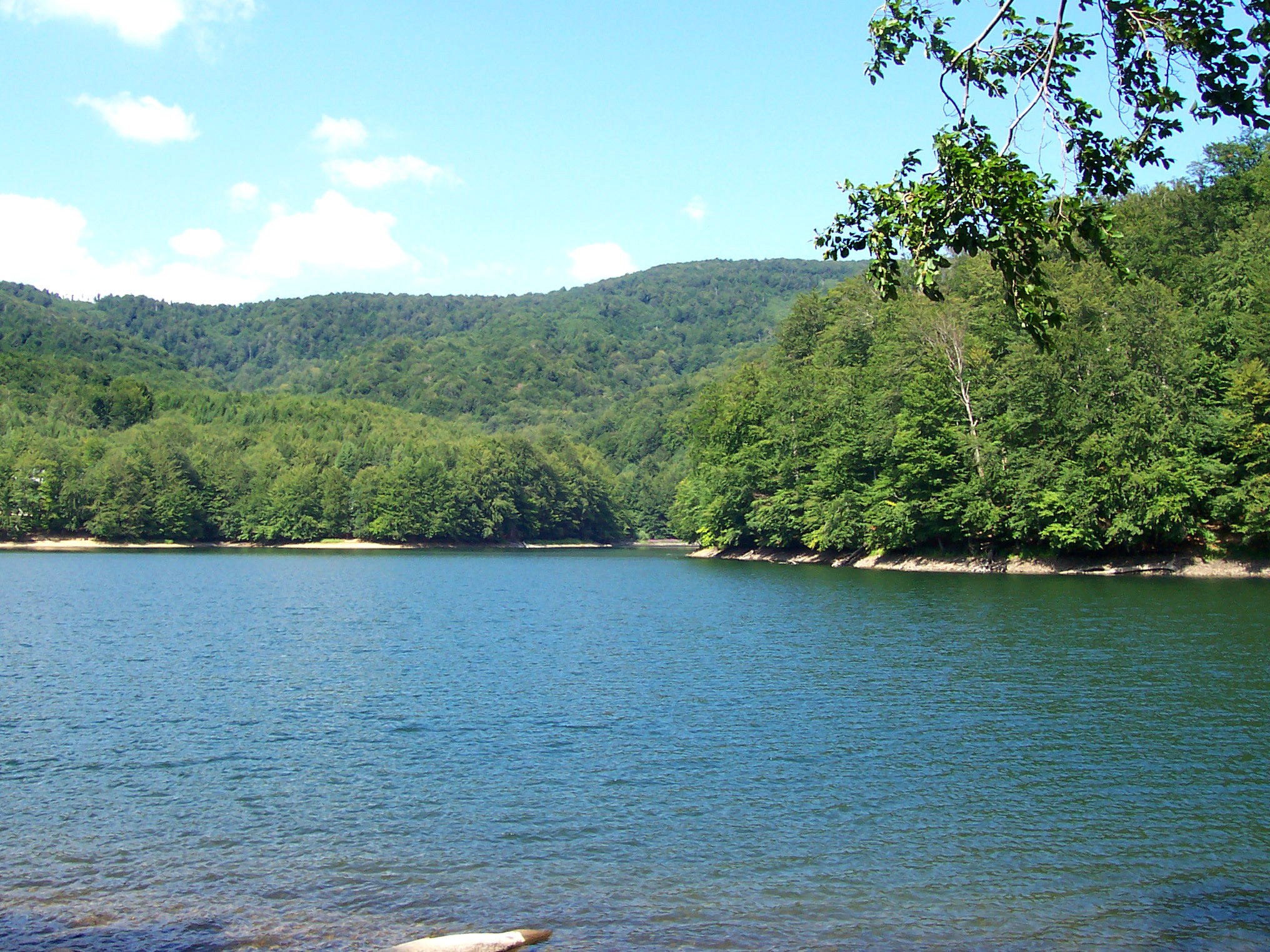
Východní pobřeží jezera
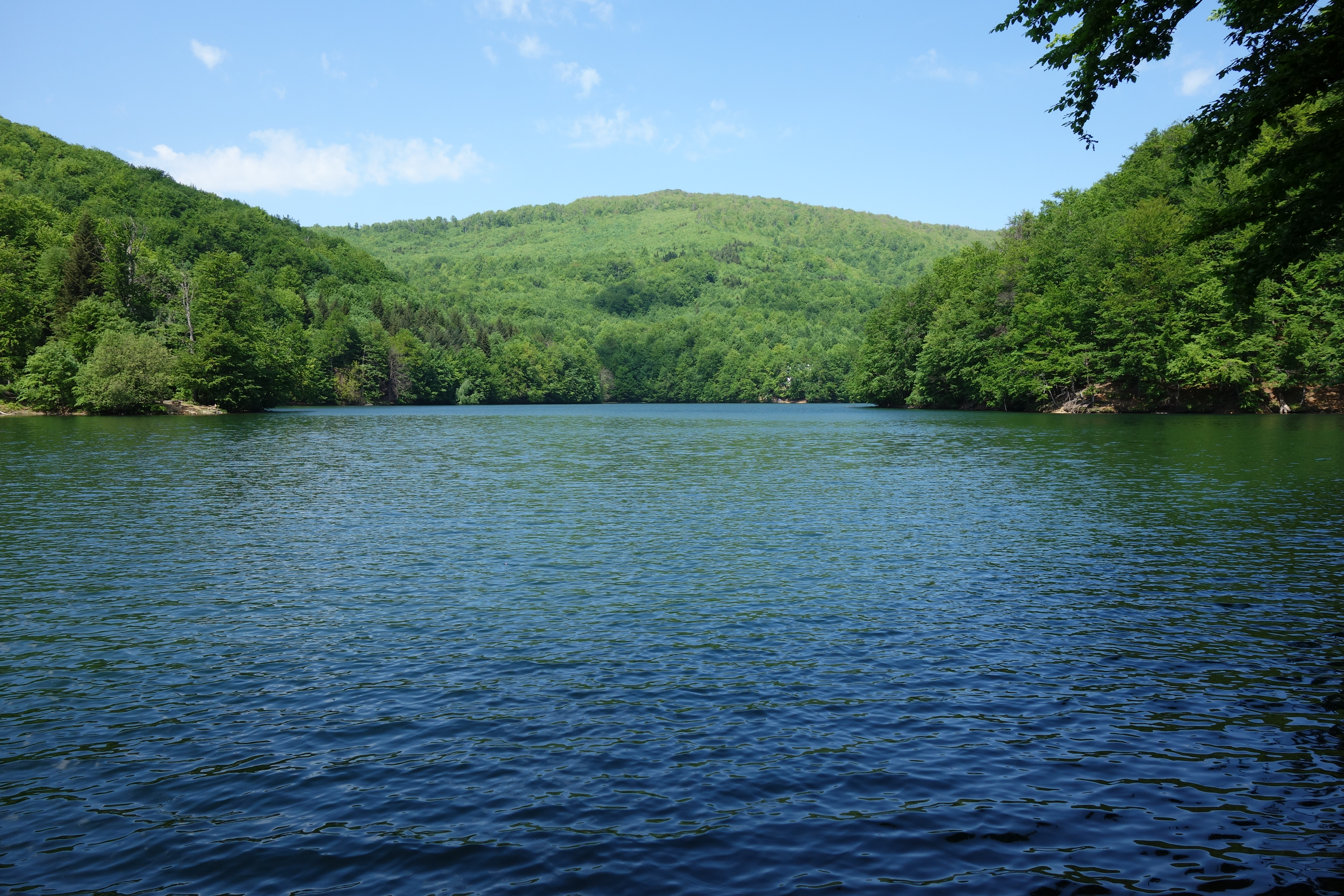
Morské oko z jara, v pozadí Sninský kameň
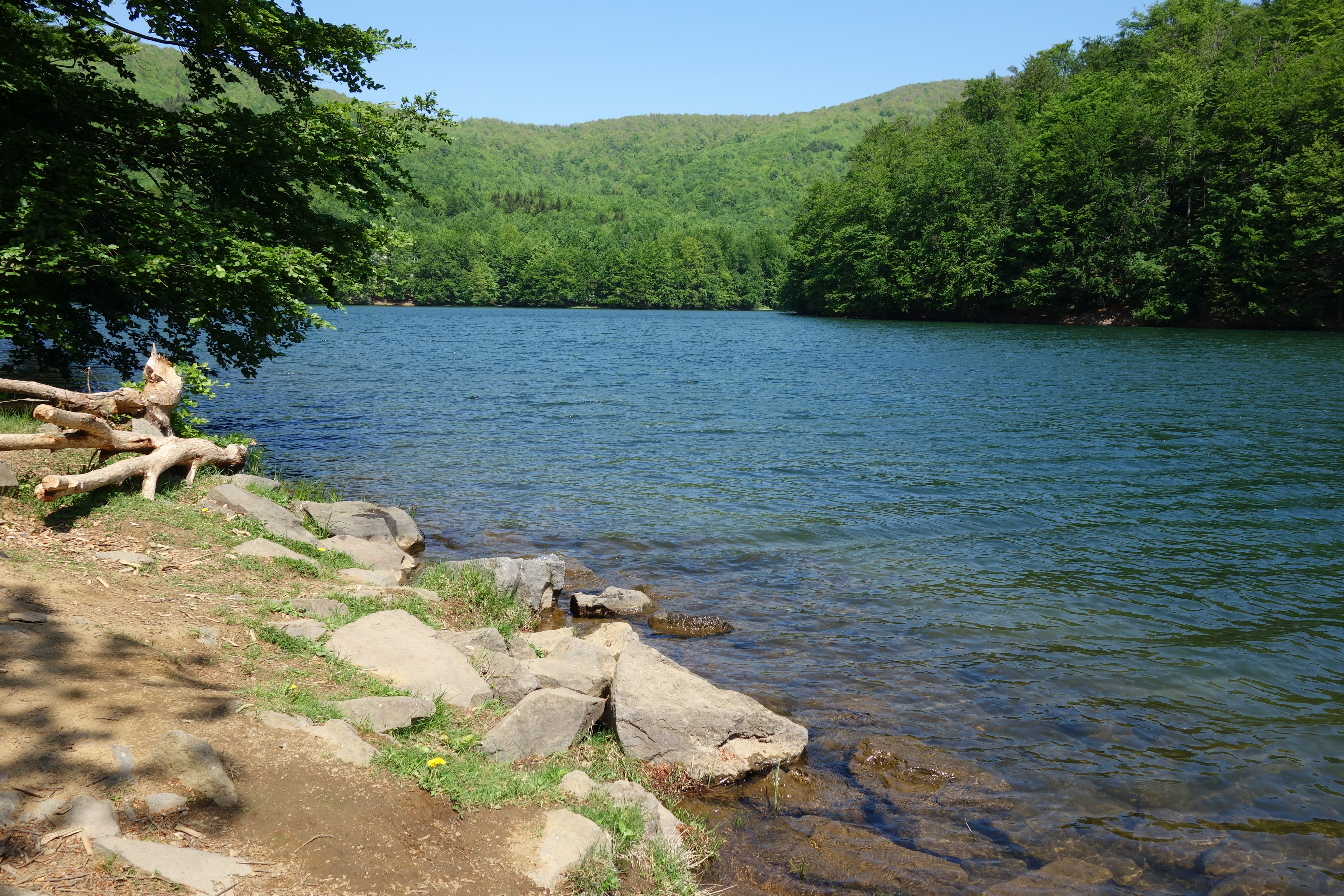
Morské oko z jara
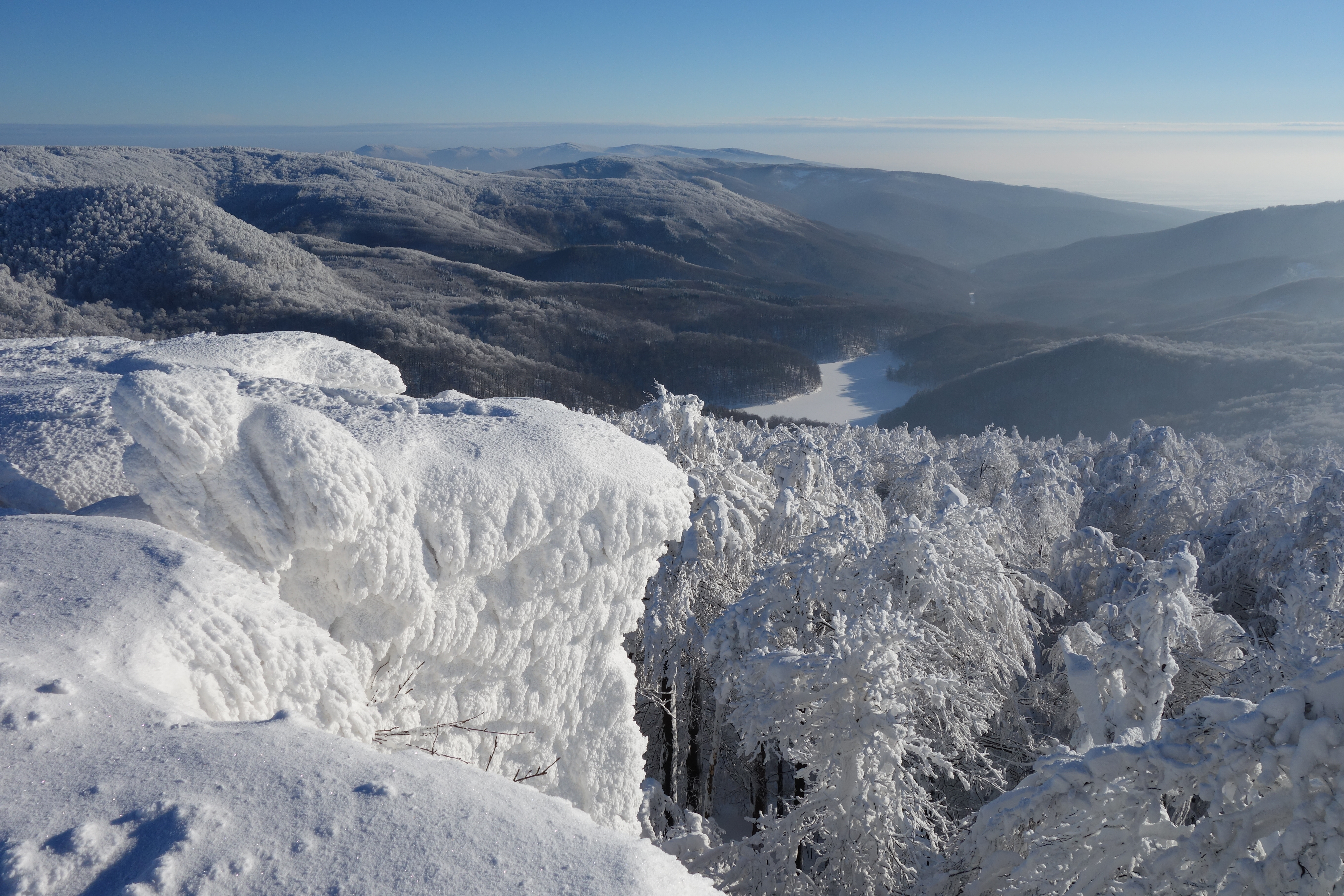
Pohled na Morské oko ze Sninského kameňa v zimě
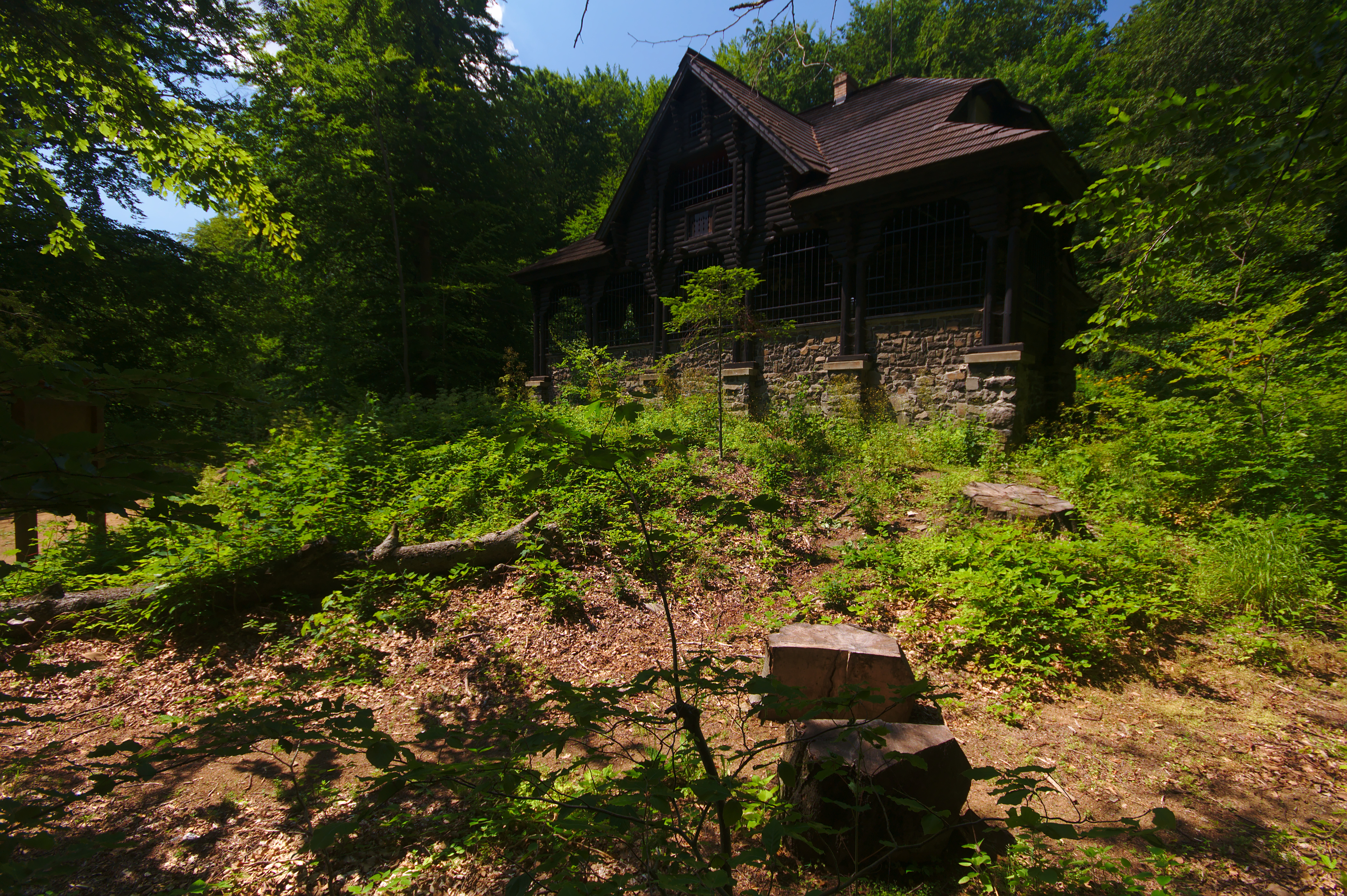
Kaštel u jezera
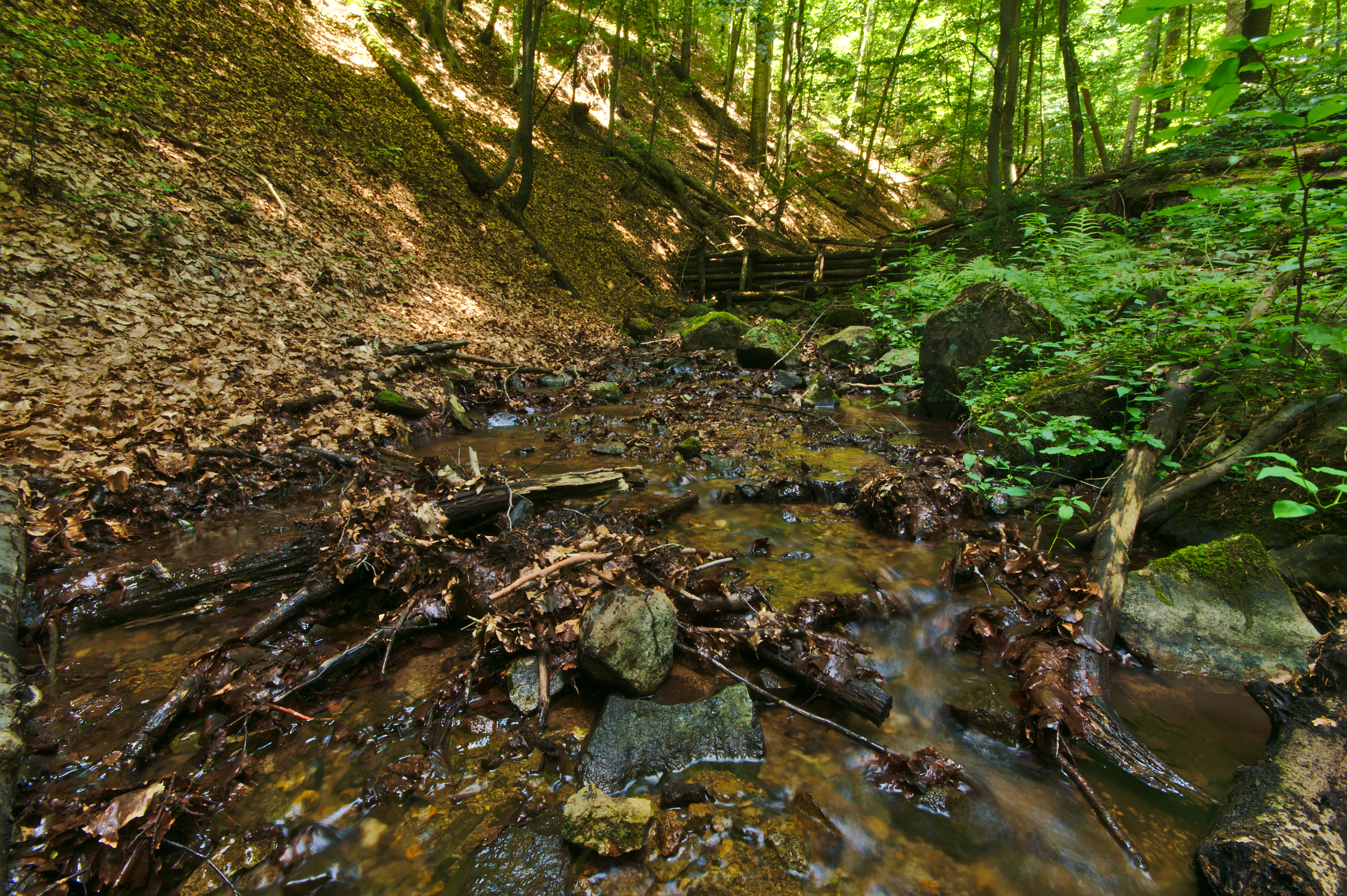
Jeden z přítoků jezera
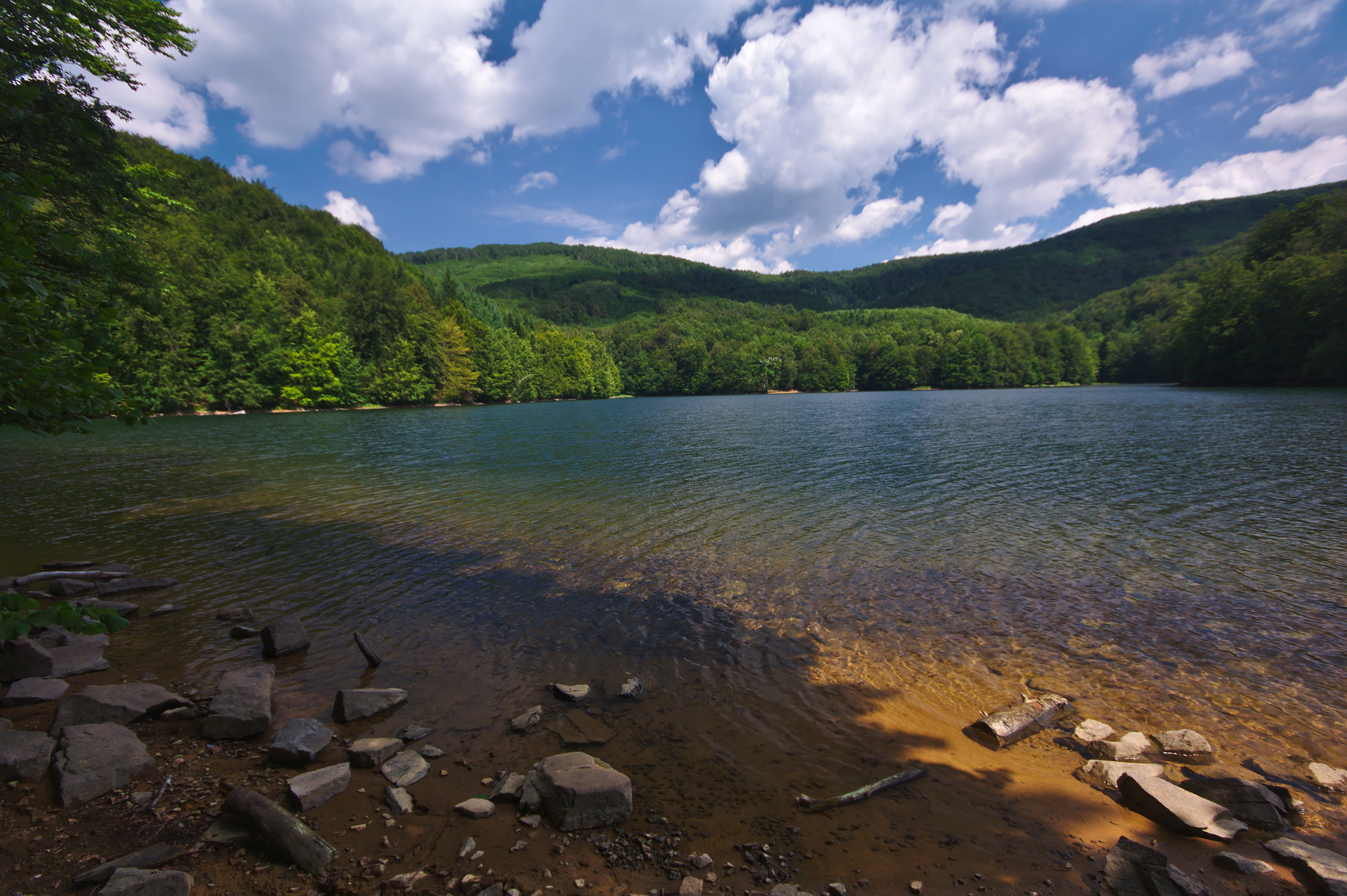
Jezero od jihu
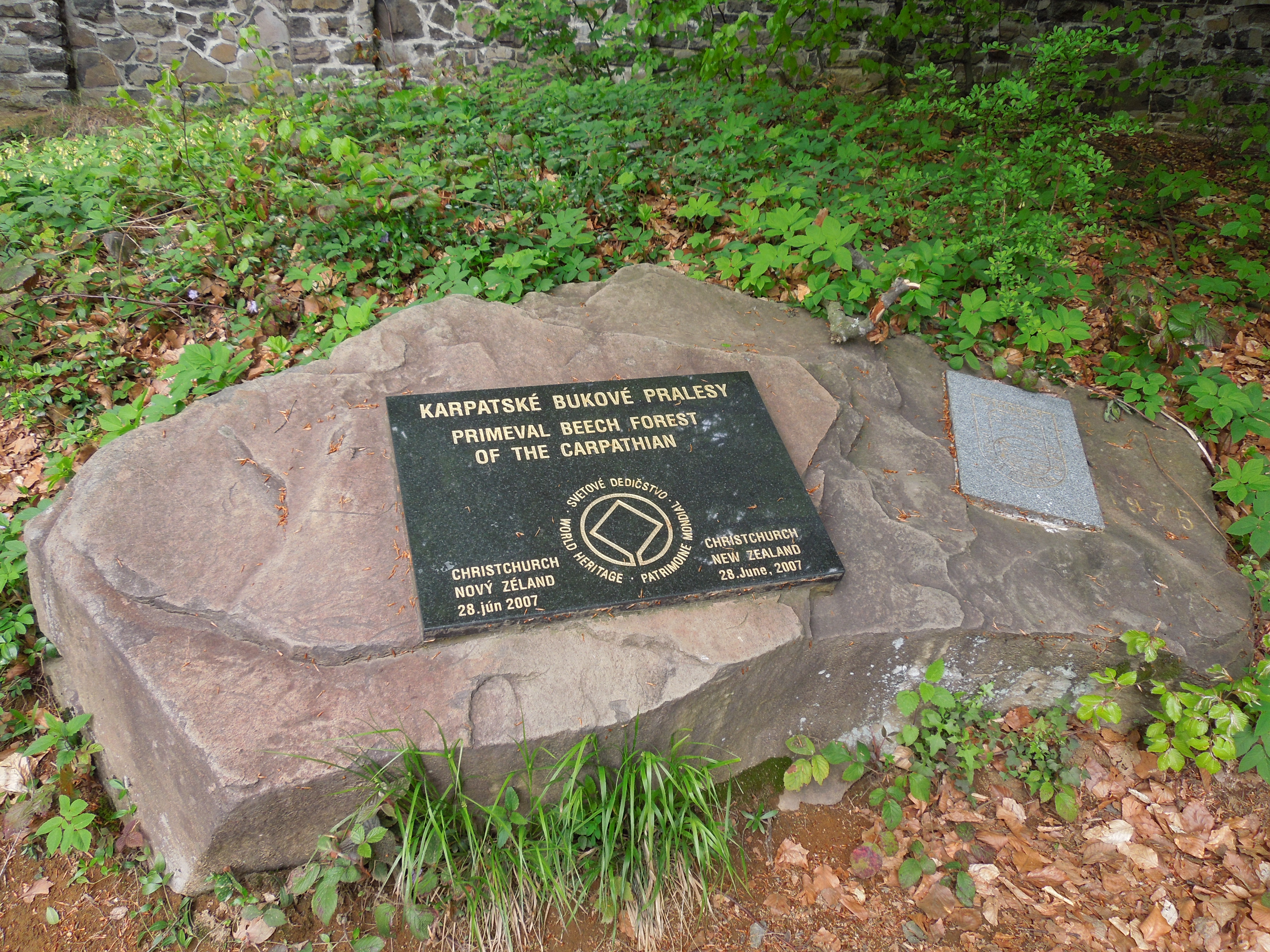
Tabule UNESCO u jezera
Morské oko na fotografii z roku 1888